# Gerard de Buonalbergo
Gerard sau Girard, senior de Buonalbergo, a fost o căpetenie normandă care la jumătatea secolului al XI-lea s-a stabilit în sudul Italiei. El s-a aflat în slujba principilor de Benevento.
Deși persoana lui Gerard este cunoscută în principal prin acordarea mâinii tinerei sale mătuși Alberada către Robert Guiscard (aflat pe atunci în plină ascensiune), în scopul de a-și asigura sprijinul acestuia, el a fost un baron destul de important, astfel încât să își permită să trimită un număr de 200 de cavaleri ca zălog pentru zestrea Alberadei. De asemenea, el a participat alături de contele Umfredo de Apulia, fratele mai mare al lui Guiscard, în bătălia de la Civitate din 1053.
De asemenea, atunci când Guiscard s-a lansat în campania împotriva Bizanțului în 1081, Gerard a servit ca regent și consilier pentru fiul acestuia, Roger Borsa.